# Leopoldo Mastrigli
Leopoldo Mastrigli   (Albano Laziale, 8 de febrer de 1856 - Lausana, juny 1914) fou un compositor i literat de la música italià.
Fou director del Carnet Mondain de Roma, i va escriure:
- Gli nomini illustri nella musica, da Guido d'Arezzo fino ai contemporanei;
- Beethoven, al sua vita e le sue opere;
- Il Coro nei Dramma musicale;
- Giorgio Bizet, la sua vita e la sua opere;
- Igiene del cantante;
- L'azione dramàtica dell' artista lirico;
- La musica in el secolo XX;
- Le danze storiche dei secoli XVI, XVII e XVIII;
- Cento pensieri sulla musica;
- Manuale del cantante;
- La Sicilia musicale;
- La decadenza del canto in Itàlia;
- La respirazione nel canto;
- La storia della música;
- Rudimenti di Musica.